# Bonaventura Honegger
Bonaventura I. Honegger (* 14. August 1609 in Bremgarten; † 11. April 1657 in Muri) war ein Schweizer Benediktinermönch. Von 1654 bis zu seinem Tod war er Abt des Klosters Muri in den Freien Ämtern (im heutigen Kanton Aargau).
Er war der Sohn des Ulrich Honegger, des Schultheissen von Bremgarten und dortigen Amtmanns des Klosters Muri, sowie der Anna Dorer. Honegger legte 1627 die Profess ab. 1629/30 studierte er Philosophie an der Universität Dillingen. 1633 folgte die Priesterweihe, woraufhin er an der Klosterschule in Muri unterrichtete. In den Jahren 1640 bis 1642 weilte er erneut in Dillingen. Von 1646 bis 1649 war Honegger in Bünzen, einer Kollatur des Klosters, als Pfarrer tätig, von 1647 bis 1655 amtierte er als Sekretär der Schweizerischen Benediktinerkongregation. Nachdem er 1648 Subprior geworden war, folgte 1654 die Wahl zum Abt. Während des Ersten Villmergerkriegs im Jahr 1656 liess Honegger den Kirchenschatz und die im Kloster verwahrten Reliquien von Katakombenheiligen nach Luzern in Sicherheit bringen, um sie vor Plünderung zu bewahren.